# Igor Dmitrijewitsch Nowikow

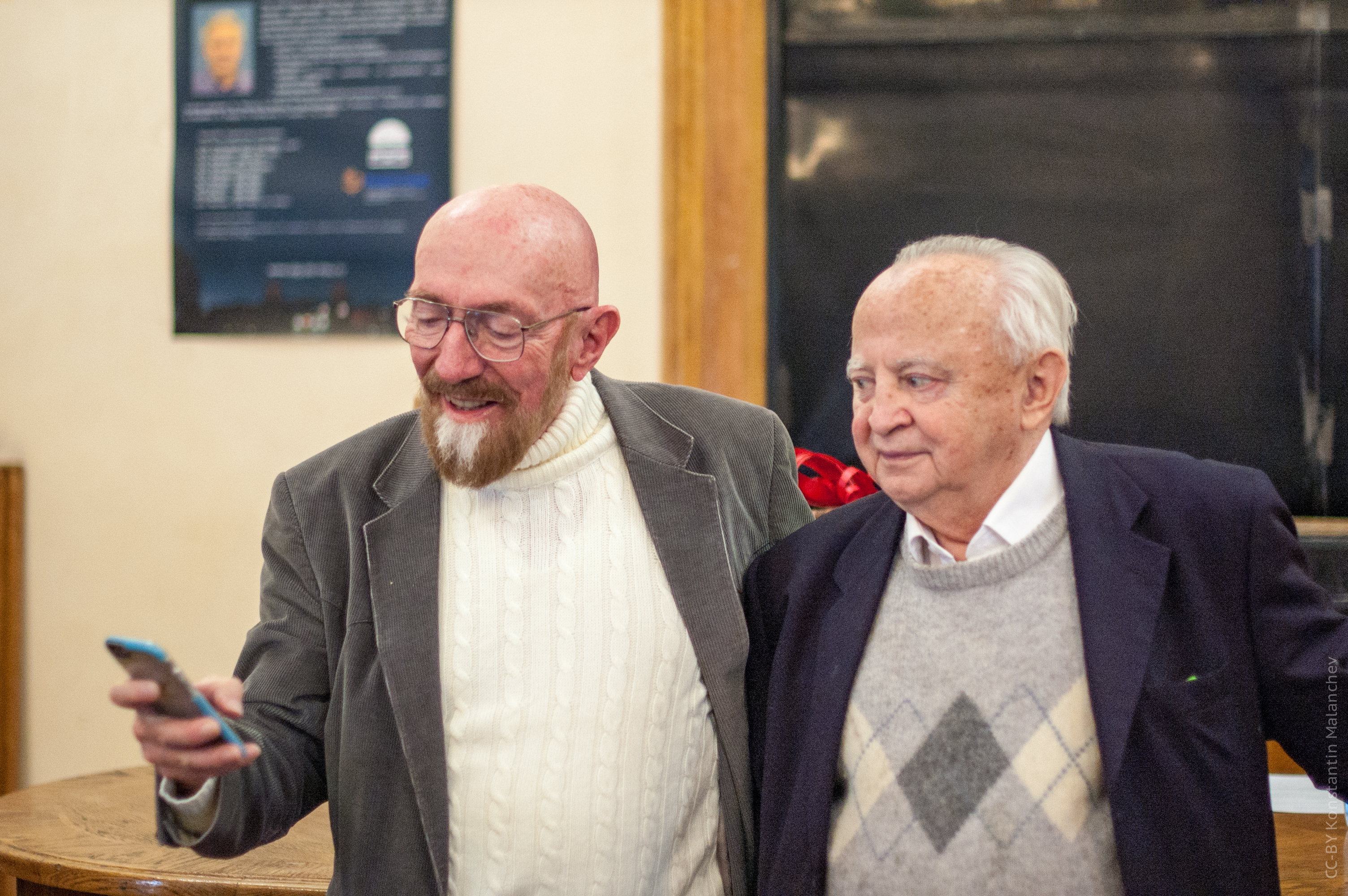
Igor D. Nowikow (rechts) mit Kip Thorne auf einer Konferenz (2016)

Igor Dmitrijewitsch Nowikow (russisch И́горь Дми́триевич Но́виков, wiss. Transliteration Igor' Dmitrievič Novikov; * 10. November 1935 in Moskau) ist ein russischer Astrophysiker und Kosmologe.

## Laufbahn
Igor Nowikow studierte an der Staatlichen Universität Moskau (Lomonossow-Universität), wo er seinen Doktortitel in Physik und Mathematik im Jahre 1963 erlangte. Danach war er als Wissenschaftler am Institut für Angewandte Mathematik in Moskau tätig (1963–1974), wo er 1970 das Doktorat (D. Sc., äquivalent zur deutschen Habilitation) im selben Fach erhielt. Von 1974 und 1990 war er Leiter der Abteilung Relativistische Astrophysik am Weltraumforschungsinstitut Moskau. Seit 1979 war er außerdem Professor, zunächst an der Pädagogischen Universität in Moskau (1979–1991), ab 1986 auch an der Lomonossow-Universität. Von 1990 bis 1997 leitete er die Abteilung für Theoretische Astrophysik am Lebedew-Institut in Moskau.
1991 nahm er einen Ruf auf eine NORDITA-Professur nach Kopenhagen an, wo er Professor für Astrophysik an der Universität Kopenhagen war und von 1994 bis 2004 auch Direktor des Zentrums für theoretische Astrophysik (TAC). Seit 2005 ist er Professor Emeritus in Kopenhagen und seit 2006 auch stellvertretender Direktor des Astro-Space Center am Lebedew-Institut.
1964 veröffentlichte er mit A. Doroshkevich einen Vorschlag zur Beobachtung der Kosmischen Hintergrundstrahlung, die schon in den 1940er Jahren von George Gamow und Kollegen vorhergesagt worden war und 1965 von Arno Penzias und Robert Woodrow Wilson entdeckt wurde. Er befasste sich auch mit der Astrophysik Schwarzer Löcher und schrieb mit Jakow Borissowitsch Seldowitsch ein Standardwerk über theoretische Astrophysik. 1966 führte er mit Seldowitsch primordiale schwarze Löcher ein. Zum Problem der Zeitreise formulierte er in den 1980er Jahren das Nowikow-Selbstübereinstimmungsprinzip.

## Persönliches
Igor Nowikow ist mit Eleonora Kotok verheiratet, das Paar hat zwei Kinder. Mit seinem Sohn Dmitri verfasste er ein Buch über den kosmischen Mikrowellenhintergrund. Nowikows Vater verschwand unter dem Regime von Stalin und seine Mutter lebte zwei Jahre lang im Gulag. Er selbst gelangte unter die Obhut von Seldowitsch, welcher ihn unter seine Fittiche nahm.

## Veröffentlichungen
Populärwissenschaftlich:
- The River of Time, Cambridge University Press 1998, 2001
- Schwarze Löcher im All, Harri Deutsch 1989
- "Evolution des Universums", Teubner Verlagsgesellschaft 2. Auflage 1986 und Verlag MIR, Moskau
- "Schwarze Löcher im All", Teubner Verlagsgesellschaft 4. Auflage 1989 und Verlag MIR, Moskau

Er verfasste bzw. wirkte an 15 Büchern über Kosmologie und Astrophysik mit, unter anderem:
- mit Alexander S. Scharow (Sarov) Edwin Hubble, Leben und Wirken, Cambridge University Press 1992,
  - deutsche Übersetzung: Edwin Hubble. Der Mann, der den Urknall entdeckte, Birkhäuser 1994
- mit Jakow Seldowitsch Relativistic Astrophysics, Band 1 Stars and Relativity, 1971, Band 2 The structure and evolution of the universe 1975, University of Chicago Press
- mit Valerij Frolov Physics of Black Holes, Kluwer 1989
- mit Frolov Black hole physics: Basic concepts and new developments, Kluwer 1998
- Evolution of the Universe, Cambridge University Press 1983
- mit Dmitry Novikov, Pavel Naselsky The Physics of the Cosmic Microwave Background, Cambridge University Press 2011

Einige Aufsätze:
- R- und T-Regionen in einer Raumzeit mit einem sphärisch symmetrischen Raum (russisch), Mitteilungen des Staatlichen Astronomischen Instituts Sternberg (GAISh), Band 132, 1964, S. 3–42, wieder abgedruckt in George F. R. Ellis, Malcolm A. H. MacCallum, Andrzej Krasinski (Hrsg.) Golden Oldies in General Relativity. Hidden Gems, Springer Verlag 2013

## Auszeichnungen
- 1992 ordentliches Mitglied der Academia Europaea
- 1996 Mitglied der Königlich Dänischen Akademie der Wissenschaften[5]
- 1998 Fellow der Royal Astronomical Society
- 2000 Korrespondierendes Mitglied der Russischen Akademie der Wissenschaften
- 2005 Felice Pietro Chisesi and Caterina Tomassoni Prize
- 2007 Eddington-Medaille der Royal Astronomical Society[6]
- 2012 Viktor Ambartsumian International Prize[7]
- 2014 Friedmann-Preis der Russischen Akademie der Wissenschaften
- 2025 Pomerantschuk-Preis des Instituts für Theoretische und Experimentelle Physik